# Lydia – ein Monodrama

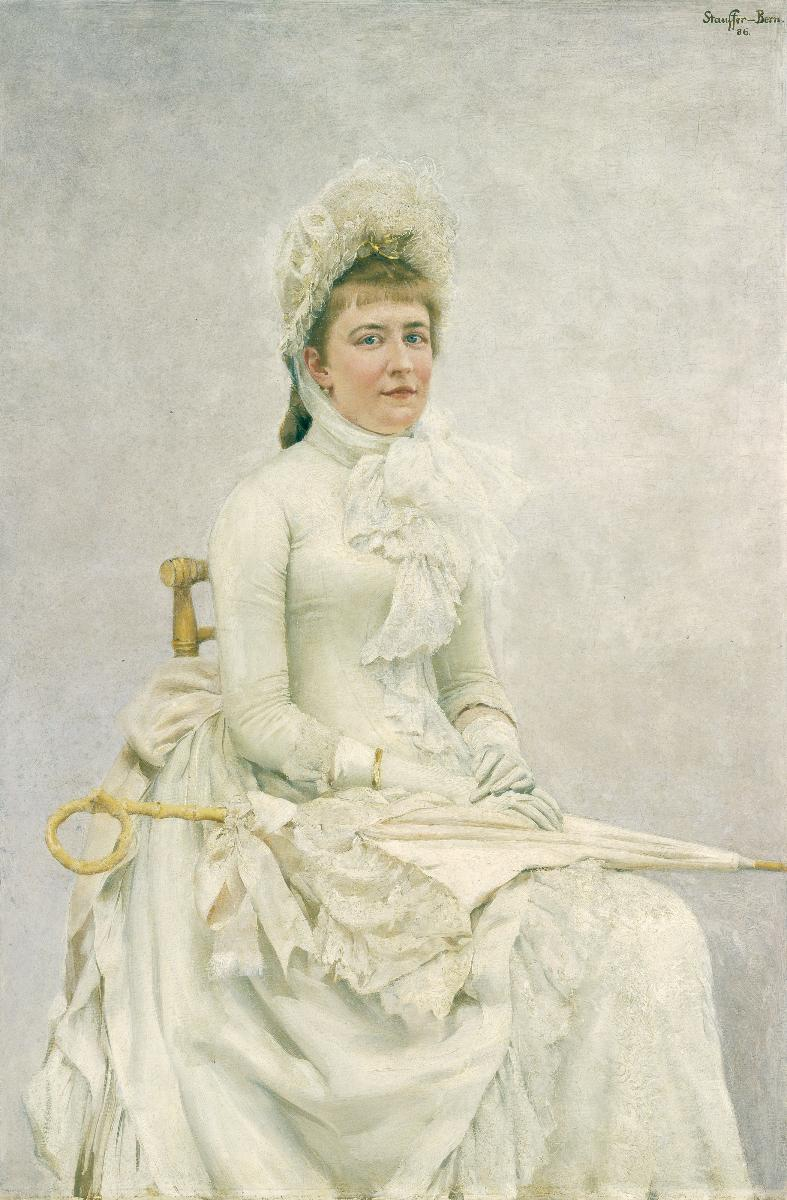
Karl Stauffer-Bern:
Bildnis Lydia Welti-Escher, 1886,
Depositum der Gottfried Keller-Stiftung im Kunsthaus Zürich, Inventarnummer GKS890

Lydia – ein Monodrama ist ein Drama, das der Intendant und Regisseur Damir Žižek 2020 verfasste. Unter der musikalisch-dramaturgischen Mitarbeit von Helmut Vogel sowie begleitet durch die historische Dramaturgie von Joseph Jung wurde das Stück mit Graziella Rossi in der Rolle als Lydia Welti-Escher am 23. August 2021 in der Kellerbühne des Haberhauses Schaffhausen uraufgeführt.

## Inhalt
Im einstündigen Monodrama wird von den intensiven Lebensumständen und unerfüllten Liebesträumen der Lydia Welti-Escher, einer der reichsten Schweizer Frauen des 19. Jahrhunderts, erzählt. Die gescheite und emanzipierte Frau, Gründerin der Gottfried-Keller-Stiftung, scheiterte an den moralischen Vorstellungen des Grossbürgertums. So mündete die Liebesgeschichte zum Maler Karl Stauffer-Bern in einem epochalen Skandal.

## Entstehung
Fasziniert von der Geschichte um Lydia Welti-Escher, verfasste Damir Žižek die Rohfassung des Monodramas nach der Biographie Lydia Welti-Escher 1858–1891 von Joseph Jung. Er trat an seine ehemaligen Weggefährten Graziella Rossi und Helmut Vogel heran. Joseph Jung liess sich für die historische Dramaturgie verpflichten. Martin Leuthold entwarf das Kostüm. Die endgültige Spielfassung entstand in Zusammenarbeit mit der Schauspielerin Graziella Rossi und dem Schauspieler Helmut Vogel, der als dramaturgischer Mitarbeiter zeichnete.

## Aufführungen (Auswahl)
2021
- Haberhaus, Schaffhausen, 23. August 2021, Uraufführung
- Haberhaus, Schaffhausen, 24.–26. August
- Siegristenkeller, Bülach, 24. September 2021
- Theater Rigiblick, Zürich, 4. Oktober 2021
- Erlibacherhof, Erlenbach, 22. Oktober 2021
- Marotte, Affoltern, 29. Oktober 2021
- Kellertheater St. Gallen, 14. November 2021
- Theaterstudio Olten, 19. und 20. November 2021[3]
- Landesmuseum Zürich, 25. November 2021
- Schwanenbühne, Stein am Rhein 2. Dezember 2021
- Theater Ticino, 3. bis 5. Dezember 2021
- Theater Rigiblick, 12. Dezember 2021
- Comedyhouse, Zürich 13. Dezember 2021

2022
- Schnyderzunft, Chur, 10. Februar 2022
- Haberhaus Schaffhausen, 24. und 25. Februar 2022
- Theater Rigiblick, Zürich, 12. März 2022[4]
- Kellertheater Bremgarten, 23. April 2022[5]
- Kulturschiene Herrliberg, 24. April 2022
- Belvoirpark, Zürich, 28. April 2022
- Schlosskirche Spiez, 6. Mai 2022
- Sternenkeller Rüti, 28. Mai 2022
- La Cappella, Bern, 7. Juni 2022[6]
- Kleine Oper Märstetten, 12. Juni 2022[7]
- Phönix Theater, Steckborn, 1. Oktober 2022[8]
- Alte Fabrik Rapperswil, 21. Oktober 2022
- Kellertheater, Büren an der Aare, 29. Oktober 2022[9]

2023
- Waldhaus, Sils, 15. Januar 2023
- Alte Oele, Thun, 20. Januar 2023[10]
- Seeburg, Uttwil am See, 22. Januar 2023
- Stadttheater Grenchen, 21. Januar 2023
- Textilmuseum St. Gallen, 4. März 2023[11]
- Chössi Theater Lichtensteig, 11. März 2023[12]
- Bistro Philosophe, Dielsdorf, 18. März 2023[13]
- Atelierhäuser Gockhausen, 19. März 2023
- Theater Rigiblick, Zürich, 10. Mai 2023
- Theater Bachturnhalle, Schaffhausen, 23./24. August 2023